# Sphenomorphus ishaki
Sphenomorphus ishaki là một loài thằn lằn trong họ Scincidae. Loài này được Grismer mô tả khoa học đầu tiên năm 2006.